# Abierto de Estados Unidos 1994
Lista de los campeones del Abierto de Estados Unidos de 1994:

## Individual masculino
Andre Agassi (USA) d. Michael Stich (ALE), 6–1, 7–6(7–5), 7–5

## Individual femenino
Arantxa Sánchez Vicario (España) d. Steffi Graf (ALE), 1–6, 7–6(7–3), 6–4

## Dobles masculino
Jacco Eltingh(Holanda)/Paul Haarhuis (Holanda)

## Dobles femenino
Jana Novotná (República Checa)/Arantxa Sánchez Vicario (España)

## Dobles mixto
Elna Reinach (RSA)/Patrick Galbraith (USA)
| Predecesor: 1993                         | Abierto de Estados Unidos 1994 | Sucesor: 1995                      |
| Predecesor: Campeonato de Wimbledon 1994 | Grand Slam 1994                | Sucesor: Abierto de Australia 1995 |

- Datos: Q935652